# Jerup
Jerup er en mindre by i Vendsyssel med 523 indbyggere  (2024), beliggende ca. 12 kilometer nordvest for Frederikshavn. Byen ligger ud til Aalbæk Bugt, Kalmer Rimmer og Jerup Hede. Jerup hører til Frederikshavn Kommune og er beliggende i Region Nordjylland.

## Etymologi
Navnet Jerup viser, at der er tale om en udflytterbebyggelse, en -torp.

## Historie
Byens historie kendes tilbage til ca. 1552, hvorfra den oprindelige bebyggelse med strandgårde stadig kan opleves – særligt ved nedkørsel mod stranden ad Fredborgvej.
Jerup bestod i 1682 af 16 gårde og 9 huse med jord. Det samlede dyrkede areal udgjorde 180,6 tønder land skyldsat til 33,27 tønder hartkorn. Dyrkningsformen var græsmarksbrug uden tægter.

### Stationsbyen
I 1875 omtales byen som "Jerup med Skole og Veirmølle". I 1890 blev den lokale jernbane åbnet og dermed muligheden for en lokal byudvikling. Omkring århundredeskiftet beskrives byen således: "Jerup med Filialkirke, Skole, Forsamlingshus, Mølle og Jærnbanestation".
Jerup stationsby udviklede sig langsomt: i 1950 havde byen 388 indbyggere, i 1955 366, i 1960 475 indbyggere og i 1965 661 indbyggere.
I 1948 blev Kragskovhede Statsfængsel opført vest for byen i Kragskovhede, tilførte en del nye beboere og arbejdspladser.

### H.C. Andersens rejse fra Jerup til Skagen 1859
I sommeren 1859 foretog H.C. Andersen en større rejse rundt i Jylland. Han opholdt sig i Vendsyssel fra den 30. juli til den 19. august 1859. De første 11 dage boede han på Børglum Kloster, herefter et døgn i Hjørring efterfulgt af 6 dage i Frederikshavn.
Herfra gik turen nordpå til Jerup og videre til Skagen i vogn. Vognen var lejet og kusken var den 39 årige gårdejer Lars Christian Nielsen fra Storgård i Jerup. Udover sit arbejde tjente han ekstra penge ved fragt- og personkørsel. H.C. Andersen måtte betale 3 rigsdaler for turen til Skagen.
Da størstedelen af turen foregik på den ujævne og skiftevis stenede og bløde, sandende strandbred var den lette lave vogn at foretrække frem for de finere stadsvogne, som var tungere og højere, som vat vanskeligere at styre på de på den tid ofte ufremkommelige veje og strandbredder. Under hele turen fra Jerup til Skagen sad H.C. Andersen i øvrigt i den side af vognen, som vendt ud mod havet, hvilket ikke var godt for den forkølelse har var plaget af under sit ophold i Vendsyssel.

### Efter kommunalreformen i 1970
I dag besøges byen især om sommeren af personer på vej til Skagen. Mange gør ophold i byen for at se den unikke natur hvor især Egekrattet skal nævnes, besøge Danmarks vel nok mest børnevenlige strand, eller benytte sig af en af de mange overnatningsmuligheder.
For fastboende er der ikke længere mulighed for dagligvarehandel men gode transportmuligheder til nærmeste større by, Frederikshavn og de nærliggende byer Aalbæk mod nord samt Strandby og Elling mod syd.
Skolen, som lukkede 30/6 2015 er med sin tilhørende idrætshal samlingspunkt for mange aktiviteter i byen, hvor bl.a. jerupaftenen kan nævnes.
Denne aften samles en stor del af byens borgere til fællesspisning hvorefter der er aktiviteter for børn som for voksne.
Jerup Borgerforening er byens officielle, ikke-politiske organ.